# José Vicente de Moura
José Vicente de Moura (21 settembre 1937) è un dirigente sportivo portoghese, attuale presidente del comitato olimpico portoghese, carica che ricopre dal 1997.
Questo è il suo terzo mandato e in precedenza aveva occupato questa carica anche fra il 1990 e il 1992. Fu il capo della missione portoghese alle Olimpiadi di Los Angeles 1984, dove la nazione lusitana conquistò il suo primo oro olimpico.